# ATC-kod B03: Medel vid anemier
ATC-kod B03: Medel vid anemier är en del av klassificeringssystemet ATC (Anatomical Therapeutic Chemical Classification System) för läkemedel och vissa andra medicinska produkter. ATC utvecklas av WHO och består av alfanumeriska koder indelade i grupper utifrån anatomi, medicinsk funktion och läkemedelstyp på 5 olika kodnivåer. Denna sida utgör innehållet i en specifik grupp på nivå 2.

## B03A Medel vidjärnbristanemier

### B03AATvåvärt järn,peroralapreparat
B03AA01 Järn(II)glycinsulfat
B03AA02 Järn(II)fumarat
B03AA03 Järn(II)glukonat
B03AA04 Järn(II)karbonat
B03AA05 Järn(II)klorid
B03AA06 Järn(II)succinat
B03AA07 Järn(II)sulfat
B03AA08 Järn(II)tartrat
B03AA09 Järn(II)aspartat
B03AA10 Järn(II)askorbat
B03AA11 Järn(II)jodid

### B03ABTrevärt järn,peroralapreparat
B03AB01 Järn(III)natriumcitrat
B03AB02 Järnoxidsackaros
B03AB03 Natriumferedetat
B03AB04 Järn(III)hydroxid
B03AB05 Dextriferron
B03AB06 Järn(III)citrat
B03AB07 Kondroitinsulfat-järncomplex
B03AB08 Järn(III)acetyltransferrin
B03AB09 Järn(III)proteinsuccinylat

### B03ACTrevärt järn,parenteralapreparat
B03AC01 Dextriferron
B03AC02 Järnsackaros
B03AC03 Järnsorbitol
B03AC05 Järn(III)sorbitolglukuronsyrakomplex
B03AC06 Järnoxid dextrankomplex
B03AC07 Järn(III)natriumglukonatkomplex

### B03ADJärni kombination medfolsyra
B03AD01 Järn(II)aminosyrakomplex
B03AD02 Järn(II)fumarat
B03AD03 Järn(II)sulfat
B03AD04 Dextriferron

### B03AE Kombinationer
B03AE01 Järn, vitamin B12 och folsyra
B03AE02 Järn, multivitaminer och folsyra
B03AE03 Järn och multivitaminer
B03AE04 Järn, multivitaminer och mineraler
B03AE10 Övriga kombinationer med järn

## B03BVitamin B12ochfolinsyra

### B03BAVitamin B12(cyanokobalaminoch derivat)
B03BA01 Cyanokobalamin
B03BA02 Cyanokobalamin-tanninkomplex
B03BA03 Hydroxokobalamin
B03BA04 Kobamamid
B03BA05 Mecobalamin
B03BA51 Cyanokobalamin
B03BA53 Hydroxocobalamin, kombinationer

### B03BBFolsyraoch derivat
B03BB01 Folsyra
B03BB51 Folsyra, kombinationer

## B03X Övriga medel vidanemier

### B03XA Övriga medel vid anemier
B03XA01 Erytropoietin
B03XA02 Darbepoetin alfa
B03XA03 Metoxi-polyetylenglykol-epoetin beta

### Engelska
- WHO Collaborating Centre for Drug Statistics Methodology - ATC Index
- WHO Collaborating Centre for Drug Statistics Methodology - ATCvet Index

### Svenska
- SIL online
- FASS.se - ATC
- FASS.se - Veterinär-ATC
- Sök läkemedelsfakta - Läkemedelsverket
- Socialstyrelsen : Klassifikationer
- Nationellt produktregister för läkemedel - NPL